# Croatian International 2016
Die Croatian International 2016 fanden vom 14. bis zum 17. April 2016 in Zagreb statt. Es war die 18. Austragung der internationalen Meisterschaften von Kroatien im Badminton.

## Sieger und Platzierte
| Disziplin    | Gold                                 | Silber                             | Bronze                          |
| ------------ | ------------------------------------ | ---------------------------------- | ------------------------------- |
| Herreneinzel | Marius Myhre                         | Wisnu Haryo Putro                  | Patrick Bjerregaard             |
| Herreneinzel | Marius Myhre                         | Wisnu Haryo Putro                  | Sam Parsons                     |
| Dameneinzel  | Elena Komendrovskaja                 | Alesia Zaitsava                    | Camilla Martens                 |
| Dameneinzel  | Elena Komendrovskaja                 | Alesia Zaitsava                    | Lekha Shehani                   |
| Herrendoppel | Zvonimir Đurkinjak Filip Špoljarec   | Patrick Bjerregaard Mikkel Normann | Igor Čimbur Zvonimir Hölbling   |
| Herrendoppel | Zvonimir Đurkinjak Filip Špoljarec   | Patrick Bjerregaard Mikkel Normann | Dominik Stipsits Roman Zirnwald |
| Damendoppel  | Ksenia Evgenova Elena Komendrovskaja | Ekaterina Kut Daria Serebriakova   | Nika Arih Petra Polanc          |
| Damendoppel  | Ksenia Evgenova Elena Komendrovskaja | Ekaterina Kut Daria Serebriakova   | Katarina Beton Dorotea Sutara   |
| Mixed        | Zvonimir Đurkinjak Matea Čiča        | Alex Vlaar Mariya Mitsova          | Miha Ivanič Nika Arih           |
| Mixed        | Zvonimir Đurkinjak Matea Čiča        | Alex Vlaar Mariya Mitsova          | Artem Serpionov Ksenia Evgenova |